# Heinrich Krüger
Heinrich Karl Adolf Krüger, Pseudonym: Thies Ruge (* 9. November 1878 in Schönberg (Mecklenburg); † 28. August 1964 in Lauenstein (Salzhemmendorf)) war ein deutscher Literaturhistoriker und Schriftsteller.

## Leben

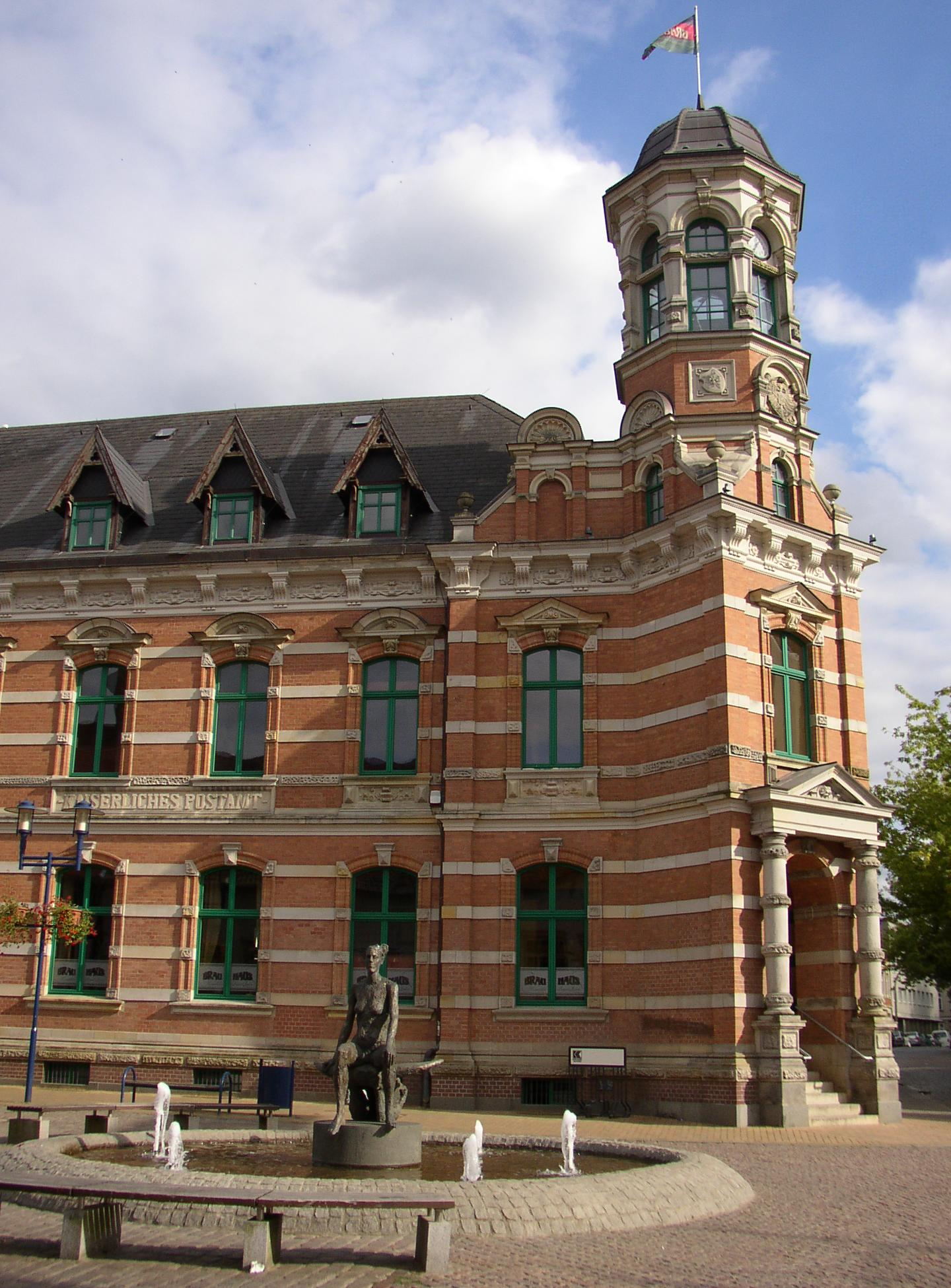
Postamt in Parchim, das Krüger leitete

Heinrich Krüger, Sohn eines Postmeisters, besuchte das Realgymnasium in Rostock, studierte an der Universität Rostock ab dem Wintersemester 1897 kurze Zeit Neuere Sprachen, arbeitete dann aber bei der Post. Um 1914 war er Oberpostsekretär in Schwerin, später wurde er 1927 Postdirektor in Parchim. 1932 war er Vorsitzender des Plattdeutschen Landesverbandes in Parchim. 1946 erfolgte die Übersiedlung nach Lauenstein
(bei Hameln).
Krüger schrieb unter Pseudonym auf Niederdeutsch und verfasste 1913 eine niederdeutsche Literaturgeschichte.

## Schriften
- Ut swore Tiden. De Parchimsch Chronik nahvertellt. Parchim 1910
- Geschichte der niederdeutschen oder plattdeutschen Literatur vom Heliand bis zur Gegenwart. Schwerin 1913
- Uut Stoff un Stoom. En Sang von'n Krieg. Schwerin 1915
- Dat Läuschenbauk. Ein Strauß guter Läuschen. Hamburg 1919
- En Sommerdrom. Schwerin 1924
- De Spöök. Plattdeutsches Lustspiel in 3 Aufzügen. 1925